# Asilus maurus
Asilus maurus là một loài ruồi trong họ Asilidae. Asilus maurus được Linnaeus miêu tả năm 1758. Loài này phân bố ở vùng nhiệt đới châu Phi.